# Khan-i Djahan Maqbul
Kiwan al-Mulq Khan-i Djahan Maqbul fou ministre i conseller dels sultans de Delhi Muhammad Shah II Tughluk (1325-1351) i Firuz Shah Tughluk (1351-1388).
Era d'origen hindú de Telingana i nom original Kannu (Flor), i es va convertir a l'islam el 1322 quan Ulugh Khan (el futur sultà Muhammad Shah II Tughluk) va conquerir Telingana als kakatya de Warangal. Ulugh Beg li va donar el nom de maqbul (acceptat) i va esdevenir un dels seus favorits. Se l'esmenta com a naib (vice wazir) i va rebre el títol de Kiwan al-Mulq.
El 1327 el sultà va aplanar la revolta de Bahram Ayba Kishlu Khan a Multan i va nomenar Maqbul com a governador d'aquesta ciutat i regió; uns anys després fou enviat a Delhi com a ministre adjunt de finances (wazir-i mamalik) a les ordres de Khwadja-i Djahan Ahmad Ayaz. En aquest temps va acompanyar al sultà en diverses expedicions militars entre elles a Warangal i a Gujarat (1345/1350).
Poc abans de la mort de Muhammad al Sind (1351) va retornar a Delhi fou naib-i ghaybat o virrei en absència del sultà. El seu cap Khwadja-i Djahan fou el principal suport del jove pretendent Mahmud Shah I Tughluk ibn Muhammad (març de 1351) contra el seu cosí Firuz, mentre Khan-i Djahan Maqbul es va decantar per aquest darrer, que quan va triomfar el va nomenar wazir-i mamalik amb diversos títols; va posar ordre a les finances i va obtenir el visirat hereditari amb facultat de nomenar funcionaris del diwan (consell) del visirat (diwan-i wizarat). Quan Firuz estava absent tenia quasi tot el poder civil a les seves mans.
Va morir amb més de 80 anys el 1368/1369 i el va heretar el seu fill Juna Shah.